# Château de Laugharne
Le château de Laugharne est un château gallois située dans la ville de Laugharne, sur l’estuaire de la Tâf, dans le comté du Carmarthenshire.

## Source
- (en) Cet article est partiellement ou en totalité issu de l’article de Wikipédia en anglais intitulé « Laugharne Castle » (voir la liste des auteurs).